# 629

## Evenimente
- Războaiele bizantino-arabe. Bătălia de la Mu'tah (azi în Iordania). Conflict între trupele profetului Mohamed și armata bizantină, încheiat cu victoria musulmană.

## Decese
- 18 octombrie: Clotaire al II-lea  (n. 584)
- dată necunoscută: Al-A'sha  (n. ?)